# 相続探偵
『相続探偵』（そうぞくたんてい）は、原作：西荻弓絵・作画：幾田羊による日本の漫画作品。『イブニング』（講談社）にて、2021年2号から2023年2号まで連載されたが、同誌が2023年2月28日発売の2023年6号をもって休刊することが、2022年12月7日に公式サイトで発表されたため、連載終了（打ち切り）となった。
2025年1月から3月まで、日本テレビ系列にてテレビドラマが放送された。

## あらすじ
元弁護士である凄腕の相続探偵である灰江七生は、仲間の三富や朝永の協力を経て、複雑な相続問題に挑む。そして、故人の意思を尊重して隠された真実を鮮やかに解き明かしていった。

## 登場人物
灰江 七生（はいえ なお）
本作の主人公。遺産相続専門探偵。元弁護士。
遺産関連の事件ばかり首を突っ込んでいるため忌み嫌われ、「ハイエナ」と呼ばれる。
三富 令子（みとみ れいこ）
探偵事務所のスタッフで休学中の医大生。
朝永 秀樹（ともなが ひでき）
元警視庁科捜研のエース研究員。灰江をサポートする。

## 書誌情報
- 西荻弓絵（原作）・幾田羊（作画） 『相続探偵』 講談社〈イブニングKC〉、全7巻
  1. 2021年5月21日発売[4][講 1]、ISBN 978-4-06-523383-2
  2. 2021年8月23日発売[講 2]、ISBN 978-4-06-524575-0
  3. 2021年12月23日発売[講 3]、ISBN 978-4-06-526103-3
  4. 2022年3月23日発売[講 4]、ISBN 978-4-06-527123-0
  5. 2022年7月22日発売[講 5]、ISBN 978-4-06-528466-7
  6. 2022年11月22日発売[講 6]、ISBN 978-4-06-529760-5
  7. 2023年2月21日発売[講 7]、ISBN 978-4-06-530864-6

## テレビドラマ
2025年1月25日から3月29日まで日本テレビ系「土ドラ9」枠で放送された。主演は赤楚衛二。
ドラマ化にあたり、原作者である西荻が自ら脚本も担当する。

### キャスト

#### 主要人物
灰江七生〈33〉
演 - 赤楚衛二（中学生時：石田星空、8歳時：三宅翔成）
遺産相続専門探偵。灰江相続調査事務所を営む。元エリート弁護士だったが、依頼人の金を横領したとして弁護士資格を剥奪されている。
三富令子〈24〉
演 - 桜田ひより
灰江相続調査事務所のアシスタント。京都医科歯科大学を休学中の医学部生。身体能力が高い。
朝永秀樹〈30〉
演 - 矢本悠馬
元警視庁科捜研のエース研究員。今は民間の鑑定会社に勤めているが、灰江の事務所に入り浸っている。普段はものすごく声が小さく、何を言っているのかほとんど聞き取れない。

#### 周辺人物
福士遥（ふくし はるか）〈33〉
演 - 落合モトキ
灰江を一方的にライバル視する人気弁護士。
今野（こんの）〈51〉
演 - 石井正則
灰江行きつけの喫茶店のマスター。
金山竜（かねやま りゅう）〈50〉
演 - 渋川清彦
灰江にお金を貸している裏社会の高利貸。金で違法な物の調達もしている。
羽毛田香（はげた かおる）〈38〉
演 - 三浦貴大
週刊誌のフリーライター。通称「ハゲタカ」。
地鶏健吾（じどり けんご）
演 - 加藤雅也
最高裁判事。灰江と特別な関係を持つ謎の男。

#### ゲスト

##### 第1話
桜庭真一（さくらば しんいち）〈55〉
演 - 髙嶋政伸
作家・今畠忍三郎の第一秘書。忍三郎の”SM夫婦探偵シリーズ”の主人公・桜田慎二のモデル。
榊原市香（さかきばら いちか）〈39〉
演 - 佐藤仁美
今畠忍三郎の長女。学生のころから金遣いが荒く、道楽で始めた会社の負債を忍三郎に肩代わりしてもらっており、生活費として毎月300万円援助してもらっていた。
跡見双葉（あとみ ふたば）〈37〉
演 - うらじぬの
今畠忍三郎の次女。離婚後の生活費を全て忍三郎に頼っていた。子どもが2人いる。千葉の別荘を生前贈与してもらっている。
今畠美樹（いまはた みき）〈33〉
演 - 松井愛莉
忍三郎の三女。パリ在住の学生。音大の学費やパリのマンション購入も全て忍三郎に頼っている。高額なストラディバリウスも買ってもらっていた。
下島美代子（しもじま みよこ）〈70〉
演 - 田中真弓（最終話）
今畠家のお手伝い。
三遊亭好楽、デヴィ夫人
演 - 本人
今畠忍三郎の葬儀の弔問客。
スタッフ
演 - 石川啓大
葬儀場のホールスタッフ。
アシスタント
演 - 井上百合子
今畠忍三郎（いまはた にんざぶろう）〈享年76〉
演 - 橋爪功
大御所ミステリー作家。莫大な遺産を遺して癌で亡くなる。灰江とは生前に付き合いがあり、高級ワインを振る舞っていた。

##### 第2話
島村紗流（しまむら さりゅう）〈31〉
演 - 宮内ひとみ
4か月前に再婚したばかりの武三の妻。保険金を含む10億円の遺産を相続する。以前の夫が全員結婚してすぐに亡くなっており、保険業界では”要注意受取人”として知られている。両親を早くに亡くし、18歳で青森から上京し看護学校に通うかたわら、銀座のクラブでホステスとして働いていた。絵画を同じタッチで本物のように描画することができる。
鬼頭倫（きとう りん）〈48〉
演 - 矢柴俊博
大国生命社長室付き特務担当係長。真琴を連れて灰江の元に武三の死の調査依頼に訪れる。
恵蒜真琴（えびる まこと）〈13〉
演 - 毎田暖乃
武三の娘。両親は数年前に離婚し、現在は母親と2人暮らし。離婚後、苦労している母のために武三の遺産を受け取りたいと願っている。
ハルコママ
演 - 松岡依都美
灰江と顔なじみの銀座の高級クラブのママ。情報通で、ホステスとして働いていた紗流のことを灰江に教える。
坂口圭太〈58〉
演 - 青木伸輔
武三の死後結婚した、紗流の4番目の夫。複数の美容外科クリニックを経営している富豪。
島村武三（しまむら たけぞう）〈53〉
演 - 寺井義貴
紗流の3番目の夫。真琴の実父。結婚4か月で心筋梗塞で急逝する。保険金3億円、遺産7億円の合計10億円の遺産を紗流に遺す。
八木和也
演 - 山川源太
中谷が死んだあと紗流〈当時27〉の息子として養子縁組した青年〈当時24〉。1年後にダンプの轢き逃げ事故で死亡。紗流に保険金1億円を遺した。犯人は見つかっていない。
田島克己
演 - 山中良弘
紗流の15歳年上の最初の夫。紗流が24歳の時、働いていた銀座のクラブで知り合い結婚。自営業。翌年、心筋梗塞で亡くなり、紗流に5千万円の保険金を遺した。
中谷耕
演 - 岡崎克哉
紗流の2番目の夫。年上の歯科医。結婚半年で心筋梗塞で亡くなり、保険金1億円と遺産5億円を紗流に遺した。
男性
演 - 山口彰太、小池武尊
金山竜の部下。

##### 第3話
加藤香車（かとう きょうしゃ）〈70〉
演 - でんでん
将棋道具店「加藤将棋店」店主。灰江の将棋・コーヒー仲間。虚血性心疾患で急逝する。全ての財産をマリーアントワネット様に相続する、という謎の遺言書を遺す。
加藤金斗（かとう きんと）〈45〉
演 - 和田聰宏（最終話、14歳時：中村朗仁）
香車の一人息子。IT会社「オネストアップ」経営。福士遥に会社の顧問弁護士を頼んでいる。
マリー
演 - シルビア・グラブ
金斗が14歳の時に香車が再婚しようとした女性。ソフィーの母。普段はマリーと名乗っているが、本名は本庄マリーアントワネット。静岡の「富士美動物保護センター」代表。
ソフィー〈25〉
演 - トラウデン直美
保護猫カフェ「ルイ16世」店長。朝永秀樹が想いを寄せており、カフェに日参している。まり坊のことで、よく香車の家を訪ねている。ソフィーは愛称で本名は本庄みゆき。
斎藤トモ子〈70〉
演 - 平野文
香車の隣人。
親戚
演 - 木谷匡勝、兎本有紀
香車の通夜と葬儀に参列する加藤家の親族。
山内高志
演 - 越川みつお
加藤金斗の秘書。
まり坊
演 - 黒（最終話）
保護猫カフェ「ルイ16世」から香車が譲り受けた黒猫。

##### 第4話
宮越野心〈29〉
演 - 白洲迅（第5話、最終話、小学生時：荒生凛太郎）
京都老舗和菓子屋「鳳凰」和菓子職人。紘一と多津子の息子。斬新な手法を取り入れている天才職人。父の死後、店舗や作業場を受け継ぎ、「鳳凰」という名前は使えなくなったので「野心」という店名に変えて店を続ける。
百万遍正臣〈28〉
演 - 小関裕太（第5話、最終話、小学生時：粕谷優斗）
紘一と雅の息子。野心の異母弟。遊び惚けてばかりで従業員からの評判は良くない。父の死後、「鳳凰」のフランチャイズ展開を図り、低価格な和菓子を販売する「鳳凰べっかん」も展開する。
宮越多津子〈60〉
演 - 床嶋佳子（第5話）
「鳳凰」従業員。野心の母、紘一の妾。元々は紘一の許嫁だったが、実家の事業が倒産し破断になっていた。だが紘一と雅との間に子どもができなかったため、いずれ結婚させるからと言われ野心を出産。しかし、翌年雅が正臣を産んだため、約束を反故にされている。生前の紘一からは「野心には作業場と売り場を、正臣には「鳳凰」の名前を譲る」と言われており、正臣と雅に全ての財産を譲るという遺言書に疑問を持ち、灰江の元を訪ねる。
百万遍雅〈60〉
演 - 山村紅葉（第5話）
正臣の母、紘一の正妻。
百万遍紘一〈65〉
演 - 大河内浩（第5話）
「鳳凰」店主で和菓子職人。30代で黄綬褒章を受勲している人間国宝級の職人。くも膜下出血で急逝する。遺言書には雅と正臣にすべての遺産を相続する、と遺している。実は京大で心理学を勉強していたらしい。
一条寺与平〈50〉
演 - 池田鉄洋
「鳳凰」番頭。正妻・雅の腰巾着だが、以前は雅や正臣とは折り合いが悪かった。
三富沙織〈50〉
演 - 中島ひろ子（第5話）
令子の母。
長谷川晴生
演 - 髙橋洋（第5話）
京都医科歯科大学 教授。令子の元担当教授。令子の父・三富剛士の元弟子。
ナレーション
声 - 橋本さとし
「鳳凰」を紹介するテレビ番組「プロフェッショナリズム 仕事の奥儀」のナレーション。
坂本
演 - 水野智則（第5話）
「鳳凰」番頭。店が2つに分かれたあとは、野心の側につく。
五郎
演 - 山口竜央（第5話）
「鳳凰」番頭。店が2つに分かれたあとは、正臣の側につく。
和菓子職人、従業員
演 - 安藤理樹、太田唯（第5話）
灰江たちに「鳳凰」の実情を語る。店が分かれた後は野心につく。
店主
演 - 岐部公好
「鳳凰」のフランチャイズに加盟する予定の和菓子店 店主。
客
演 - 宇江山ゆみこ、夏目実幸
「野心」に和菓子を買いに来て、「無名なのに高い」と溢す客。
和菓子職人
演 - 中山博道、各務スグリ多田竜也、宮田政之、藁谷修平、流川貴弘
「鳳凰」和菓子職人。店が分かれた後は野心につく。
従業員
演 - 麻見由宇
「鳳凰」従業員。

##### 第5話
藤原
演 - 辻晧平（ニッポンの社長）
野心が融資を頼みに行く「京都平安信用銀行」の行員。「鳳凰」の名前がないと融資は難しい、と断る。
客
演 - 野々村友紀子
「野心」の和菓子に「お使い物に一個千円は高い」と厭味を言う客。
木原
演 - 小多田直樹
長谷川晴生が勤める病院の同僚医師。
店員
演 - 内田智大
「ぼんにお客様です」と呼びに来る鳳凰の従業員。
シン
演 - 趙嘉穎
「鳳凰」と「野心」を買い取りたい、と申し出る中国人投資家。正臣の学友。
灰江和宏
演 - 鈴木浩介（第8話 - 最終話）
灰江七生の養父。バスの運転手だったが、18年前、運転中の事故で亡くなっている。

##### 第6話
ケンジイ / 福田健治〈77〉
演 - 本田博太郎（最終話）
銭湯「笑福湯」4代目主人。
福田真央〈22〉
演 - 恒松祐里（最終話、幼少期：吉田帆乃華）
ケンジイの孫、明子と雄介の娘。美大の4年生。「笑福湯」を継ぎたいと思っている。
飯山聡〈36〉
演 - 市川知宏
銭湯「笑福湯」常連客。「クラシエイト不動産」社員。ケンジイが所有するコインパーキングの土地の売却を頼まれるが、土壌調査で高濃度のヒ素が出たことをケンジイに告げる。実は飯山聡は偽名で、本名は阪入但。
内田美穂〈29〉
演 - 金澤美穂
「クラシエイト不動産」社員。飯山聡の同僚。実は内田美穂は偽名で、本名は不可裏忍。
福田明子〈50〉
演 - 山田キヌヲ
真央の母、ケンジイの娘。小さいころから実家が銭湯であることを恥ずかしく思っており、経営も厳しいことから銭湯は廃業して欲しいと思っている。
福田雄介〈50〉
演 - 奥田洋平
真央の父。一流企業の会社員。妻・明子同様、真央が「笑福湯」を継ぐことを反対している。
ナレーション
声 - 竹内良太（第7話）
「これまで&今回の相続探偵」ナレーション。
常連客
演 - 児玉頼信、松本じゅん
「笑福湯」の常連客。昔から毎日のように「笑福湯」に通っており、小さいころから真央を可愛がっている。
大将
演 - 原田文明
灰江がお食事券を持って令子を連れていく寿司屋「鮨処 鉢兵衛」の職人。
小松
演 - 長野克弘
現在コインパーキングになっている土地をケンジイに売却した「小松材木店」経営者。
美大生
演 - 宮川元和、堤もね、宮本和佳
「笑福湯」のリニューアルを手伝う美大生。
部下
演 - 沖侑乙、雷馳ケン
金山竜の手下。

##### 第7話
荻久保慎一郎〈61〉
演 - 佐戸井けん太（第8話）
東大法学部 教授。灰江のワイン仲間。同僚で家族ぐるみの付き合いをしていた薮内晴天の『7人の隠し子』疑惑を調査して欲しい、と灰江に頼む。
郷田妻鹿夫（ごうだ めかぶ）〈30〉
演 - 柾木玲弥（幼少期：阿部碧音）
蜆の息子。
末永美智〈45〉
演 - 阿南敦子（第8話）
週刊誌「女性エイト」編集長。羽毛田をライターとして使っており、『7人の隠し子』疑惑の記事を掲載している。
市橋樹八〈30〉
演 - 遊屋慎太郎
薮内教授の隠し子の1人。灰江からDNA鑑定のやり直しを提案されるが拒否し、唾液のついたゴミを探している灰江にナイフを振りかざして襲い掛かる。
司会者
演 - 新山（さや香）
テレビ番組「サwaヤカ ワイドSHOW」司会者。『7人の隠し子』たちはDNA鑑定の結果、薮内教授の血縁関係だと判明している、と報じる。
郷田さやか
演 - 尾身美詞
郷田蜆の養母。夫から暴力を受け、自身も幼い蜆を虐待していた。
編集者
演 - 出井景梧
創伝出版「女性エイト」編集部員。
男性
演 - 大岩陵平、小関楼丸（役名：多目玉男）、杉村上総、大園了磨、内海一弥、丸野裕太
薮内晴天の隠し子とされた男性たち。全員ほぼ同時期に府中刑務所に収監されていた。
薮内佐賀美〈60〉
演 - 筒井真理子（第8話）
晴天の妻。夫の死後、『7人の隠し子』騒動でマスコミの取材に追われ、家に籠って誰とも連絡を取っていない。
薮内晴天（やぶうち はれる）〈61〉
演 - 佐野史郎（第8話）
紫綬褒章を受勲している東大教育学部 名誉教授。ワイドショーのコメンテーターもしていた。5億円の遺産を遺して2か月前に亡くなっている。死後、『7人の隠し子』疑惑が発覚する。
郷田蜆（ごうだ しじみ）〈61〉
演 - 佐野史郎（二役、10歳時：番家玖太）
薮内晴天の一卵性双子の兄弟。「東京墨成大学病院」に入院している。生まれた時、「双子は縁起が悪い」と郷田家に里子に出されており、貧しい家庭で虐待されて育ち、不運な人生を送って来た。実は晴天の死因と同じパトリシア病にかかっており、余命わずか。

##### 第8話
灰江深雪〈60〉
演 - 大塚寧々（第5話・第9話・最終話）
灰江七生の母。
島田正樹〈20〉
演 - 小林虎之介（第7話、幼少期：石田頌馬）
羽毛田がこっそり取材している謎の青年。自分は晴天の本物の隠し子かもしれない、と灰江の事務所を訪ねてくる。
島田正美〈50〉
演 - 円地晶子
正樹の母。元キャディー。生前、晴天を遠い親戚だと言って時々正樹と会わせていたが、病気で亡くなる前に「実は晴天が正樹の実父だ」と告白していた。
笹井
演 - 鈴木雄一郎
すい臓がんで、治療しなければ余命3か月であることを羽毛田に告知する医師。
記者
演 - 若林秀敏
島田宅に押し掛けインターフォンを鳴らす「週刊現実」の記者。
親戚
演 - 虹色拓朗、本橋佳代子
自分が薮内晴天の息子かもしれないと言う島田正樹の話に取り合わない親戚たち。

##### 第9話
煤田公明（すずだ こうめい）〈51〉
演 - 水橋研二（最終話）
「南房総臨時高速バス転落事故」の第一審を担当した元裁判官。1年前に退職し田舎暮らしをしている。
浅葉重盛〈84〉
演 - 山田明郷（最終話）
元総理大臣で政界のドン。地鶏健吾の義父。
石田恒彦
演 - 長谷川公彦（最終話）
「大弗テレビ」社長。浅葉に「孫の件を宜しく頼む」と念押しされる。
浅葉台矢
演 - 藤田悠（最終話）
浅葉重盛の孫。女性が死亡した薬物乱用パーティーに参加していた、というネタを羽毛田に掴まれ、ネットに拡散される。
澤村
演 - 内藤正記（最終話）
地鶏の秘書官。
斎藤
演 - 白畑真逸
弁護士。
男性
演 - 渡部龍平（最終話）
浅葉台矢が薬物パーティーから女性を置き去りに逃げ出す際の連れ。
インフルエンサー
演 - ケツ（ニッポンの社長、最終話）、ジェイ（YOFUKASHI、最終話）、アレハンドロ幹弥（YOFUKASHI、最終話）、ちょふ（DOG FOOD PARTY、最終話）、Tatsumaki boy（DOG FOOD PARTY、最終話）
羽毛田がネットに上げた記事を取り上げて動画で拡散するインフルエンサーたち。
男性
演 - 宮島啓（最終話）
バーで羽毛田から金を受け取り、意味深なUSBを差し出すツーブロックの謎の男。

##### 最終話
リポーター
演 - 阿部祐二
灰江が弁護士法違反で逮捕される様子を現場からリポートする。
キャスター
演 - 伊藤遼（日本テレビアナウンサー）
「南房総バス事故裁判」をめぐる国賠訴訟の結果をニュースで報じるキャスター。
刑事
演 - 中澤功
羽毛田の病室前で医師に容態を聞く。
医師
演 - ゆかわたかし
入院する羽毛田の担当医。
刑事
演 - 水野直
弁護士法違反容疑で灰江たちを逮捕する。
裁判長
演 - 山本直輝
「南房総バス事故裁判」をめぐる国賠訴訟の裁判長。
リポーター
演 - 内藤聖羽、野田るり
国賠訴訟の結果を裁判所前から伝えるリポーター。

### スタッフ
- 原作 - 西荻弓絵（原作）・幾田羊（漫画）『相続探偵』（講談社『モーニング』所載）[3]
- 脚本 - 西荻弓絵[3]
- 音楽 - 佐藤航、Gecko&Tokage Parade[3]
- 予告ナレーション - 田中真弓[3]
- 主題歌 - レイニ「ラストレター」（ソニー・ミュージックレーベルズ）[71]
- 演出 - 菅原伸太郎、長沼誠[3]、本多繁勝
- 葬儀監修 - 東都典範
- 和菓子指導監修 - 松戸淳一
- 探偵取材協力 - 綜合探偵社株式会社MR
- チーフプロデューサー - 松本京子[3]
- プロデューサー - 島ノ江衣未、石井満梨奈（AX-ON）、本多繋勝（AX-ON）[3]
- 協力プロデューサー - 次屋尚、吉川恵美子（AX-ON）[3]
- 制作協力 - 日テレアックスオン[3]
- 製作著作 - 日本テレビ[3]

### 放送日程
| 各話                                                         | 放送日  | サブタイトル                | ラテ欄                                                           | 演出       |
| ------------------------------------------------------------ | ------- | --------------------------- | ---------------------------------------------------------------- | ---------- |
| 第1話                                                        | 1月25日 | 或る小説家の遺言            | 遺産相続専門探偵が挑む! 大物作家の遺言書の謎 痛快ミステリー開幕  | 菅原伸太郎 |
| 第2話                                                        | 2月01日 | その女、危険につき          | 危険! 美しすぎる後妻業の女VS遺産相続専門探偵! 夫殺害の証拠を探せ | 菅原伸太郎 |
| 第3話                                                        | 2月08日 | マリーアントワネットの相続  | マリーアントワネットが遺産相続人に? 奇想天外が遺言書の謎         | 長沼誠     |
| 第4話                                                        | 2月15日 | 京都 老舗和菓子屋の変―前編― | 骨肉の争い!! 京都和菓子屋の相続対決を解決せよ                    | 菅原伸太郎 |
| 第5話                                                        | 2月22日 | 京都 老舗和菓子屋の変―後編― | 京都の老舗菓子匠相続バトル 遺言が導く涙の結末                    | 菅原伸太郎 |
| 第6話                                                        | 3月01日 | 笑福湯の生前相続            | 人気の銭湯が廃業危機!? 円満相続に忍び寄るワナ                    | 長沼誠     |
| 第7話                                                        | 3月08日 | 死後認知〜七人の隠し子〜    | 隠し子7人!? 東大教授の相続スキャンダルの真実…涙の親子愛          | 本多繁勝   |
| 第8話                                                        | 3月15日 | 死後認知〜八人目の隠し子〜  | 壮絶!! 相続探偵の哀しい過去 …チーム解散の危機                    | 本多繁勝   |
| 第9話                                                        | 3月22日 | 三つの遺言書                | 家族をこわした黒幕は実父!! 復讐の鍵を握る3つの涙の遺言書         | 菅原伸太郎 |
| 最終話                                                       | 3月29日 | 遺言書が導く未来            | 涙の最終決戦…父の無念を晴らせ!! 相続探偵に届く愛の遺言           | 菅原伸太郎 |
| （視聴率はビデオリサーチ調べ、関東地区・世帯・リアルタイム） |         |                             |                                                                  |            |

- 第8話は『メジャーリーグベースボール開幕戦2025年プレシーズンゲーム「ドジャース×巨人」』中継の35分延長（19時 - 21時29分）のため、21時35分 - 22時29分に放送[74]。

| 日本テレビ系列 土ドラ9                     | 日本テレビ系列 土ドラ9                                         | 日本テレビ系列 土ドラ9                                                    |
| 前番組                                     | 番組名                                                         | 次番組                                                                    |
| ------------------------------------------ | -------------------------------------------------------------- | ------------------------------------------------------------------------- |
| 放課後カルテ （2024年10月12日 - 12月21日） | 相続探偵 （2025年1月25日 - 3月29日） - 【ここまで『土ドラ9』】 | なんで私が神説教 （2025年4月12日 - 6月14日） - 【ここから『土曜ドラマ』】 |